# Gynacantha limbalis
Gynacantha limbalis là loài chuồn chuồn trong họ Aeshnidae. Loài này được Karsch mô tả khoa học đầu tiên năm 1892.